# ŽFK Spartak Subotica
Maillots
Le Ženski Fudbalski Klub Spartak Subotica (en serbe : Женски Фудбалски Клуб Спартак Суботица), plus couramment abrégé en ŽFK Spartak Subotica, est un club serbe de football féminin fondé en 1970 et basé dans la ville de Subotica.
Le club est la section féminine du club du FK Spartak Subotica.

## Histoire
Cinq ans après sa fondation en août 1970 sous le nom de ŽFK Željezničar, le club est sacré championnat de Yougoslavie. 
Le club prend ensuite le nom de ŽFK Spartak Subotica, et devient champion de Serbie en 2011. Le Spartak participe à sa première compétition européenne lors de la Ligue des champions féminine de l'UEFA 2011-2012, où il est éliminé en phase de qualification.

## Palmarès
| Compétitions nationales | Anciennes compétitions                                           |
| --- | ---------------------------------------------------------------- |
| - Championnat de Serbie féminin (13) : - Champion : 2010-11, 2011-12, 2012-13, 2013-14, 2014-15, 2015-16, 2016-17, 2017-18, 2018-19, 2019-20, 2020-21, 2021-22 et 2022-23. - Coupe de Serbie féminine (10) : - Vainqueur : 2011-12, 2012-13, 2013-14, 2014-15, 2015-16, 2016-17, 2018-19, 2020-21, 2021-22 et 2022-23. | - Championnat de Yougoslavie féminin (1) : - Champion : 1974-75. |

## Personnalités du club

### Présidents du club
- Bojan Arsić

### Entraîneurs du club
- Boris Arsić